# Azuragrion somalicum
Azuragrion somalicum là loài chuồn chuồn trong họ Coenagrionidae. Loài này được Longfield mô tả khoa học đầu tiên năm 1931.